# Vahankivi (gränsmärke mellan Raumo och Euraåminne)
Vahankivi är en klippa i Finland.   Den ligger i den ekonomiska regionen  Raumo ekonomiska region  och landskapet Satakunta, i den sydvästra delen av landet, 200 km nordväst om huvudstaden Helsingfors. Vahankivi ligger 39 meter över havet.
Terrängen runt Vahankivi är platt. Runt Vahankivi är det glesbefolkat, med 15 invånare per kvadratkilometer. Närmaste större samhälle är Raumo, 17,5 km väster om Vahankivi. I omgivningarna runt Vahankivi växer i huvudsak blandskog.